# Wulfenia
Wulfenia é um género botânico pertencente à família Plantaginaceae. Tradicionalmente este gênero era classificado na família das Scrophulariaceae.

## Espécies
Formado por 30  espécies:
Wulfenia ageria Wulfenia alpina Wulfenia amherstiana
Wulfenia baldaccii Wulfenia blechicii Wulfenia bonarota
Wulfenia bullii Wulfenia carinthiaca Wulfenia chamaedrifolia
Wulfenia cordata Wulfenia gymnocarpa Wulfenia himalaica
Wulfenia houghtoniana Wulfenia intermedia Wulfenia lutea
Wulfenia major Wulfenia nepalensis Wulfenia notoniana
Wulfenia obliqua Wulfenia orientalis Wulfenia pinnatifida
Wulfenia plantaginea Wulfenia rehmaniana Wulfenia reniformis
Wulfenia rotundifolia Wulfenia rubra Wulfenia schachtii
Wulfenia suendermannii Wulfenia wyomingensis Wulfenia x schwarzii